# (47,23,11)-Blockplan
Der (47,23,11)-Blockplan ist ein spezieller symmetrischer Blockplan. Um ihn konstruieren zu können, musste dieses kombinatorische Problem gelöst werden: eine leere 47 × 47 - Matrix wurde so mit Einsen gefüllt, dass jede Zeile der Matrix genau 23 Einsen enthält und je zwei beliebige Zeilen genau 11 Einsen in der gleichen Spalte besitzen (nicht mehr und nicht weniger). Das klingt relativ einfach, ist aber nicht trivial zu lösen. Es gibt nur gewisse Kombinationen von Parametern (wie hier v = 47, k = 23, λ = 11), für die eine solche Konstruktion überhaupt machbar ist. In dieser Übersicht sind die kleinsten solcher (v,k,λ) aufgeführt.

## Bezeichnung
Dieser symmetrische 2-(47,23,11)-Blockplan wird Hadamard-Blockplan der Ordnung 12 genannt.

## Eigenschaften
Dieser symmetrische Blockplan hat die Parameter v = 47, k = 23, λ = 11 und damit folgende Eigenschaften:
- Er besteht aus 47 Blöcken und 47 Punkten.
- Jeder Block enthält genau 23 Punkte.
- Je 2 Blöcke schneiden sich in genau 11 Punkten.
- Jeder Punkt liegt auf genau 23 Blöcken.
- Je 2 Punkte sind durch genau 11 Blöcke verbunden.

## Existenz und Charakterisierung
Es existiert mindestens 55 nichtisomorphe 2-(47,23,11) - Blockpläne. Eine dieser Lösungen ist: 
- Lösung 1 mit der Signatur 47·92. Sie enthält 1081 Ovale der Ordnung 2.

## Liste der Blöcke
Hier sind alle Blöcke dieses Blockplans aufgelistet; zum Verständnis dieser Liste siehe diese Veranschaulichung
- Lösung 1

```
  2   3   4   5   7   8   9  10  13  15  17  18  19  22  25  26  28  29  33  35  37  38  43
  3   4   5   6   8   9  10  11  14  16  18  19  20  23  26  27  29  30  34  36  38  39  44
  4   5   6   7   9  10  11  12  15  17  19  20  21  24  27  28  30  31  35  37  39  40  45
  5   6   7   8  10  11  12  13  16  18  20  21  22  25  28  29  31  32  36  38  40  41  46
  6   7   8   9  11  12  13  14  17  19  21  22  23  26  29  30  32  33  37  39  41  42  47
  1   7   8   9  10  12  13  14  15  18  20  22  23  24  27  30  31  33  34  38  40  42  43
  2   8   9  10  11  13  14  15  16  19  21  23  24  25  28  31  32  34  35  39  41  43  44
  3   9  10  11  12  14  15  16  17  20  22  24  25  26  29  32  33  35  36  40  42  44  45
  4  10  11  12  13  15  16  17  18  21  23  25  26  27  30  33  34  36  37  41  43  45  46
  5  11  12  13  14  16  17  18  19  22  24  26  27  28  31  34  35  37  38  42  44  46  47
  1   6  12  13  14  15  17  18  19  20  23  25  27  28  29  32  35  36  38  39  43  45  47
  1   2   7  13  14  15  16  18  19  20  21  24  26  28  29  30  33  36  37  39  40  44  46
  2   3   8  14  15  16  17  19  20  21  22  25  27  29  30  31  34  37  38  40  41  45  47
  1   3   4   9  15  16  17  18  20  21  22  23  26  28  30  31  32  35  38  39  41  42  46
  2   4   5  10  16  17  18  19  21  22  23  24  27  29  31  32  33  36  39  40  42  43  47
  1   3   5   6  11  17  18  19  20  22  23  24  25  28  30  32  33  34  37  40  41  43  44
  2   4   6   7  12  18  19  20  21  23  24  25  26  29  31  33  34  35  38  41  42  44  45
  3   5   7   8  13  19  20  21  22  24  25  26  27  30  32  34  35  36  39  42  43  45  46
  4   6   8   9  14  20  21  22  23  25  26  27  28  31  33  35  36  37  40  43  44  46  47
  1   5   7   9  10  15  21  22  23  24  26  27  28  29  32  34  36  37  38  41  44  45  47
  1   2   6   8  10  11  16  22  23  24  25  27  28  29  30  33  35  37  38  39  42  45  46
  2   3   7   9  11  12  17  23  24  25  26  28  29  30  31  34  36  38  39  40  43  46  47
  1   3   4   8  10  12  13  18  24  25  26  27  29  30  31  32  35  37  39  40  41  44  47
  1   2   4   5   9  11  13  14  19  25  26  27  28  30  31  32  33  36  38  40  41  42  45
  2   3   5   6  10  12  14  15  20  26  27  28  29  31  32  33  34  37  39  41  42  43  46
  3   4   6   7  11  13  15  16  21  27  28  29  30  32  33  34  35  38  40  42  43  44  47
  1   4   5   7   8  12  14  16  17  22  28  29  30  31  33  34  35  36  39  41  43  44  45
  2   5   6   8   9  13  15  17  18  23  29  30  31  32  34  35  36  37  40  42  44  45  46
  3   6   7   9  10  14  16  18  19  24  30  31  32  33  35  36  37  38  41  43  45  46  47
  1   4   7   8  10  11  15  17  19  20  25  31  32  33  34  36  37  38  39  42  44  46  47
  1   2   5   8   9  11  12  16  18  20  21  26  32  33  34  35  37  38  39  40  43  45  47
  1   2   3   6   9  10  12  13  17  19  21  22  27  33  34  35  36  38  39  40  41  44  46
  2   3   4   7  10  11  13  14  18  20  22  23  28  34  35  36  37  39  40  41  42  45  47
  1   3   4   5   8  11  12  14  15  19  21  23  24  29  35  36  37  38  40  41  42  43  46
  2   4   5   6   9  12  13  15  16  20  22  24  25  30  36  37  38  39  41  42  43  44  47
  1   3   5   6   7  10  13  14  16  17  21  23  25  26  31  37  38  39  40  42  43  44  45
  2   4   6   7   8  11  14  15  17  18  22  24  26  27  32  38  39  40  41  43  44  45  46
  3   5   7   8   9  12  15  16  18  19  23  25  27  28  33  39  40  41  42  44  45  46  47
  1   4   6   8   9  10  13  16  17  19  20  24  26  28  29  34  40  41  42  43  45  46  47
  1   2   5   7   9  10  11  14  17  18  20  21  25  27  29  30  35  41  42  43  44  46  47
  1   2   3   6   8  10  11  12  15  18  19  21  22  26  28  30  31  36  42  43  44  45  47
  1   2   3   4   7   9  11  12  13  16  19  20  22  23  27  29  31  32  37  43  44  45  46
  2   3   4   5   8  10  12  13  14  17  20  21  23  24  28  30  32  33  38  44  45  46  47
  1   3   4   5   6   9  11  13  14  15  18  21  22  24  25  29  31  33  34  39  45  46  47
  1   2   4   5   6   7  10  12  14  15  16  19  22  23  25  26  30  32  34  35  40  46  47
  1   2   3   5   6   7   8  11  13  15  16  17  20  23  24  26  27  31  33  35  36  41  47
  1   2   3   4   6   7   8   9  12  14  16  17  18  21  24  25  27  28  32  34  36  37  42
```

## Inzidenzmatrix
Dies ist eine Darstellung der Inzidenzmatrix dieses Blockplans; zum Verständnis dieser Matrix siehe diese Veranschaulichung
- Lösung 1

```
. O O O O . O O O O . . O . O . O O O . . O . . O O . O O . . . O . O . O O . . . . O . . . .
. . O O O O . O O O O . . O . O . O O O . . O . . O O . O O . . . O . O . O O . . . . O . . .
. . . O O O O . O O O O . . O . O . O O O . . O . . O O . O O . . . O . O . O O . . . . O . .
. . . . O O O O . O O O O . . O . O . O O O . . O . . O O . O O . . . O . O . O O . . . . O .
. . . . . O O O O . O O O O . . O . O . O O O . . O . . O O . O O . . . O . O . O O . . . . O
O . . . . . O O O O . O O O O . . O . O . O O O . . O . . O O . O O . . . O . O . O O . . . .
. O . . . . . O O O O . O O O O . . O . O . O O O . . O . . O O . O O . . . O . O . O O . . .
. . O . . . . . O O O O . O O O O . . O . O . O O O . . O . . O O . O O . . . O . O . O O . .
. . . O . . . . . O O O O . O O O O . . O . O . O O O . . O . . O O . O O . . . O . O . O O .
. . . . O . . . . . O O O O . O O O O . . O . O . O O O . . O . . O O . O O . . . O . O . O O
O . . . . O . . . . . O O O O . O O O O . . O . O . O O O . . O . . O O . O O . . . O . O . O
O O . . . . O . . . . . O O O O . O O O O . . O . O . O O O . . O . . O O . O O . . . O . O .
. O O . . . . O . . . . . O O O O . O O O O . . O . O . O O O . . O . . O O . O O . . . O . O
O . O O . . . . O . . . . . O O O O . O O O O . . O . O . O O O . . O . . O O . O O . . . O .
. O . O O . . . . O . . . . . O O O O . O O O O . . O . O . O O O . . O . . O O . O O . . . O
O . O . O O . . . . O . . . . . O O O O . O O O O . . O . O . O O O . . O . . O O . O O . . .
. O . O . O O . . . . O . . . . . O O O O . O O O O . . O . O . O O O . . O . . O O . O O . .
. . O . O . O O . . . . O . . . . . O O O O . O O O O . . O . O . O O O . . O . . O O . O O .
. . . O . O . O O . . . . O . . . . . O O O O . O O O O . . O . O . O O O . . O . . O O . O O
O . . . O . O . O O . . . . O . . . . . O O O O . O O O O . . O . O . O O O . . O . . O O . O
O O . . . O . O . O O . . . . O . . . . . O O O O . O O O O . . O . O . O O O . . O . . O O .
. O O . . . O . O . O O . . . . O . . . . . O O O O . O O O O . . O . O . O O O . . O . . O O
O . O O . . . O . O . O O . . . . O . . . . . O O O O . O O O O . . O . O . O O O . . O . . O
O O . O O . . . O . O . O O . . . . O . . . . . O O O O . O O O O . . O . O . O O O . . O . .
. O O . O O . . . O . O . O O . . . . O . . . . . O O O O . O O O O . . O . O . O O O . . O .
. . O O . O O . . . O . O . O O . . . . O . . . . . O O O O . O O O O . . O . O . O O O . . O
O . . O O . O O . . . O . O . O O . . . . O . . . . . O O O O . O O O O . . O . O . O O O . .
. O . . O O . O O . . . O . O . O O . . . . O . . . . . O O O O . O O O O . . O . O . O O O .
. . O . . O O . O O . . . O . O . O O . . . . O . . . . . O O O O . O O O O . . O . O . O O O
O . . O . . O O . O O . . . O . O . O O . . . . O . . . . . O O O O . O O O O . . O . O . O O
O O . . O . . O O . O O . . . O . O . O O . . . . O . . . . . O O O O . O O O O . . O . O . O
O O O . . O . . O O . O O . . . O . O . O O . . . . O . . . . . O O O O . O O O O . . O . O .
. O O O . . O . . O O . O O . . . O . O . O O . . . . O . . . . . O O O O . O O O O . . O . O
O . O O O . . O . . O O . O O . . . O . O . O O . . . . O . . . . . O O O O . O O O O . . O .
. O . O O O . . O . . O O . O O . . . O . O . O O . . . . O . . . . . O O O O . O O O O . . O
O . O . O O O . . O . . O O . O O . . . O . O . O O . . . . O . . . . . O O O O . O O O O . .
. O . O . O O O . . O . . O O . O O . . . O . O . O O . . . . O . . . . . O O O O . O O O O .
. . O . O . O O O . . O . . O O . O O . . . O . O . O O . . . . O . . . . . O O O O . O O O O
O . . O . O . O O O . . O . . O O . O O . . . O . O . O O . . . . O . . . . . O O O O . O O O
O O . . O . O . O O O . . O . . O O . O O . . . O . O . O O . . . . O . . . . . O O O O . O O
O O O . . O . O . O O O . . O . . O O . O O . . . O . O . O O . . . . O . . . . . O O O O . O
O O O O . . O . O . O O O . . O . . O O . O O . . . O . O . O O . . . . O . . . . . O O O O .
. O O O O . . O . O . O O O . . O . . O O . O O . . . O . O . O O . . . . O . . . . . O O O O
O . O O O O . . O . O . O O O . . O . . O O . O O . . . O . O . O O . . . . O . . . . . O O O
O O . O O O O . . O . O . O O O . . O . . O O . O O . . . O . O . O O . . . . O . . . . . O O
O O O . O O O O . . O . O . O O O . . O . . O O . O O . . . O . O . O O . . . . O . . . . . O
O O O O . O O O O . . O . O . O O O . . O . . O O . O O . . . O . O . O O . . . . O . . . . .
```

## Zyklische Darstellung
Es existiert eine zyklische Darstellung (Singer-Zyklus) für Lösung 1 dieses Blockplans, sie ist isomorph zur obigen Liste der Blöcke. Ausgehend von dem dargestellten Block erhält man die restlichen Blöcke des Blockplans durch zyklische Permutation der in ihm enthaltenen Punkte.
- Lösung 1

```
  2   3   4   5   7   8   9  10  13  15  17  18  19  22  25  26  28  29  33  35  37  38  43
```

## Oval
Ein Oval des Blockplans ist eine Menge seiner Punkte, von welcher keine drei auf einem Block liegen. Hier ist ein Beispiel eines Ovals maximaler Ordnung dieses Blockplans:
- Lösung 1

```
  1   2
```